# Catharinea gymnostomula
Catharinea gymnostomula là một loài rêu trong họ Polytrichaceae. Loài này được Müll. Hal. mô tả khoa học đầu tiên năm 1879.